# Suramadubron
Suramadubron (indonesiska: Jembatan Suramadu) är en snedkabelbro mellan Surabaya på ön Java och staden Bangkalan på ön Madura i Indonesien.
Med sina 5,4 kilometer är Suramadubron den längsta i Indonesien och den första som korsar Madurasundet. Bron är även den första som förbinder två av Indonesiens öar. Suramadubron har två körfält i vardera riktningen, ett nödkörfält och ett separat fält för motorcyklar. Brons konstruktion inleddes den 20 augusti 2003. I slutet av år 2004 upphörde byggnadsarbetet på grund av brist på pengar, men återstartades i november 2005. 10 juni 2009 öppnades Suramadubron för allmänheten.